# Bánh hỏi

Le bánh hỏi est un plat vietnamien composé de vermicelles de riz entremêlés en couches délicates et parsemés d'oignon vert haché ou de ciboule, sauté dans l'huile. Les vermicelles sont aussi fins que des cures-dents ; leur texture est suffisamment ferme pour qu'ils ne se brisent pas.
Son nom est composé de bánh (classificateur de ce qui est fait avec de la farine: gâteau, pâtisserie, etc., salé ou sucré) et hỏi (demande, comme demande en mariage, voir plus loin). C'est une préparation à la présentation plus raffinée que le simple bún (Vermicelle de riz, en vrac). Sa fabrication était longue et minutieuse avant l'industrialisation. Sauf peut-être dans sa province d'origine (Bình Định et limitrophes, Centre du Vietnam) où certains la consomment presque seule, partout ailleurs au Vietnam elle est souvent réservée aux repas solennels comme lors des fiançailles (đám hỏi, d'où son nom), mariages, banquets officiels, etc.., en accompagnement de diverses viandes, notamment les viandes rôties.

## Origine
Le bánh hỏi est originaire de la province de Bình Định, située dans la côte centrale du sud du Vietnam. Certains habitants de Bình Định mangeaient des bánh hỏi à quasiment tous les repas de la journée, remplaçant le riz et les soupes de nouilles,.

## Fabrication
Faire des bánh hỏi est un processus en plusieurs étapes. D'abord, du bon riz est mis à tremper dans de l'eau pendant toute une nuit. Il est ensuite lavé trois ou quatre fois jusqu'à ce que l'eau de rinçage soit limpide. Puis, deux méthodes existent : soit le riz est moulu avec de l'eau en une pâte, soit il est moulu sans mais mélangé par la suite avec de l'eau pour le laisser fermenter sans ajouter d'autres ingrédients.
Deux méthodes existent aussi pour la cuisson. Soit la préparation est cuite à la vapeur et pétrie, soit elle est cuite dans une poêle en mélangeant continuellement avec un ustensile jusqu'à ce qu'elle commence à épaissir sans y adhérer. Cette étape est cruciale pour obtenir des bánh hỏi mous, légers et non collants en conservant la texture ferme. Quand un fabricant de bánh hỏi expérimenté sent que la pâte est prête, on peut passer au pressage des vermicelles.
Des cylindres spéciaux en aluminium ou en cuivre, munis de plusieurs petits trous de la taille d'un chas d'aiguille, permettent d'obtenir des vermicelles à partir de la pâte cuite. Le pressage de la pâte nécessite une grande force car la pâte cuite est dure et les trous petits. On utilise généralement un bras de levier. Pendant qu'une personne presse la pâte, l'autre récupère les vermicelles sortant de l'autre côté et les presse ensemble et les coupe tous les 10 cm environ. On obtient ainsi des mailles de nouilles qui sont déposées sur une surface plane sans être empilées. Finalement, ces feuilles sont cuites à la vapeur une dernière fois pendant 5 minutes,.
Le bánh hỏi, produit frais, ne se trouvait qu'au Vietnam, sauf en de rares occasions où des familles émigrées à l'étranger se dévouaient à en confectionner avec plus ou moins de réussite à partir de vermicelles de riz fines, sèches et réhydratées. Cependant depuis la fin de la décennie 2010 le bánh hỏi existe en version industrialisée sèche et emballée, en particulier pour l'exportation. La préparation finale, facile et rapide, est à la portée de tout cuisinier amateur. Le résultat est assez convaincant à l'aspect comme au goût, sans être identique à l'original. Notamment le bánh hỏi frais, comme le vermicelle de riz, a un léger goût acide dû à un début de fermentation de la pâte.

## Service
Comme les plats à base de vermicelles de riz (bún), les bánh hỏi sont servis froids. Traditionnellement, à Bình Định, les bánh hỏi sont roulés en paquets et toujours servis avec de la ciboule hachée sautée rapidement dans l'huile. Son arôme et son goût s'accordent très bien avec les bánh hỏi.

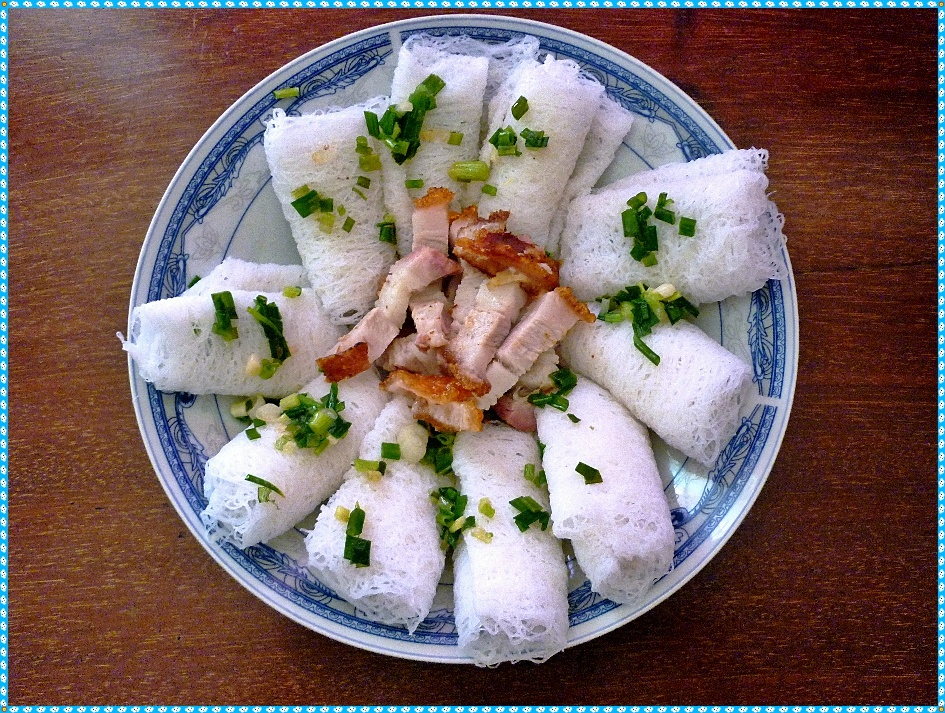
Un plat de bánh hỏi à Ho-Chi-Minh-Ville, ici garni de porc grillé croustillant

Puisque faire des bánh hỏi est une tâche qui nécessite une certaine habileté, ce plat est tenu en haute estime et servi aux fêtes et cérémonies telles que le mariage et le jour de commémoration des ancêtres.
Recouvrir complètement les bánh hỏi réduit la surface de séchage, ce qui peut les rendre aigre. Ainsi, les marchands déposent les bánh hỏi frais dans des paniers en bambou avec des feuilles de bananier et laissent le tout à l'air libre. Pour des raisons de commodité et sanitaires, il existe des bánh hỏi séchés et emballés, comme ce qui se fait pour les vermicelles de riz. Cela permet à ceux qui le souhaitent de préparer eux-mêmes des bánh hỏi au lieu de les acheter frais au marché.